# Большое Шардозеро
Большое Шардозеро — пресноводное озеро на территории Кубовского сельского поселения Пудожского района Республики Карелии.

## Общие сведения
Площадь озера — 2,5 км², площадь водосборного бассейна — 10 км². Располагается на высоте 162,1 метров над уровнем моря.
Форма озера продолговатая: оно более чем на два с половиной километра вытянуто с юго-запада на северо-восток. Берега каменисто-песчаные, местами заболоченные.
С юго-западной стороны озера вытекает безымянный водоток, впадающий с правого берега в реку Ильваму, приток реки Вамы, впадающей в реку Водлу, впадающую, в свою очередь, в Онежское озеро.
В озере расположено не менее пяти безымянных островов различной площади, сосредоточенных ближе к юго-западной оконечности водоёма.
Населённые пункты и автодороги вблизи водоёма отсутствуют.
Код объекта в государственном водном реестре — 01040100411102000019304.